# Polyctenidae
Famille
Les Polyctenidae sont une famille d'insectes hémiptères, du sous-ordre des hétéroptères (punaises). Elle compte une trentaine d'espèces ectoparasites hématophages de chauves-souris, microchiroptères rencontrées surtout dans les zones tropicales et subtropicales. Il s'agit d'une famille peu étudiée, rare dans les collections, et rare sur les chauves-souris par rapport à d'autres parasites. 

## Description
Punaises très particulières, n'ayant ni yeux composés ni ocelles, ni ailes (aptères). Le corps porte des ctenidia, sortes de peignes d'épines, sur les articles 1 et 2 des antennes, sur les gena, aur le bord postérieur de la tête, la marge postérieure du pronotum, le prosternum, etc. Les antennes ont 4 articles, les deux premiers élargis. Les organes génitaux du mâle sont asymétriques, le paramère gauche modifié en organe copulatoire, le paramère droit absent. La fécondation est hémocœlique, la pénétration se faisant dans la membrane métacoxale droite. Leur taille se situe entre 3 et 5 mm,.

## Répartition et habitat
Cette famille se rencontre sur l'ensemble des zones tropicales et subtropicales, bien que pratiquement absente de l'Océanie (1 espèce dans les îles Salomon). La sous-famille des Hesperocteninae est propre au Nouveau-Monde, du sud des Etats-Unis au Nord de l'Argentine. La sous-famille des Polycteninae est présente dans l'Hémisphère Est, qui semble le lieu d'origine du groupe, d'Afrique, et du Proche Orient jusqu'à l'Australie. 
Elles vivent en parasites de chauves-souris du sous-ordre des Microchiroptera, dont elles ne comptent pas comme les parasites les plus fréquents. Dans une étude menée en Colombie, sur 251 chauves-souris étudiées, seule une (sur trois individus de cette espèce), portait des Polyctenidae (3 individus). Sur 16 familles de Microchiroptera, les Polyctenidae parasitent 6 familles (et dont seulement 9 genres sur 25): 4 familles présentes uniquement dans le Vieux-Monde (Nycteridae, Megadermatidae, Rhinolophidae, Hipposideridae), 1 présente dans le Vieux et le Nouveau Monde, mais ne servant d'hôte que dans le Vieux-Monde (Emballonuridae), et présente et parasitée tant dans le Vieux que le Nouveau Mondes (Molossidae). Aucune famille endémique du Nouveau Monde n'a été trouvée parasitée. Huit espèces d'Hesperoctenes sont rencontrées en Argentine,. 

## Biologie

### Parasitisme
Ces punaises se nourrissent de sang de chauves-souris, dont elles sont des ectoparasites obligés, exclusifs et permanents. Bien qu'on connaisse encore mal leur biologie, on observe que certaines espèces ne sont associées qu'à une seule espèce, comme Eoctenes spasmae (Waterhouse), 1879 avec la chauve-souris Megaderma spasma medium Andersen;  d'autres sont associées à un genre (Eoctenes intermedius (Speiser), 1904 associée au genre Taphazous); et enfin, certaines sont associées à plusieurs genres, comme Hesperoctenes fumarius, qui selon une étude a été trouvé sur 13 espèces de 7 genres différents, et plus encore . Dans le Nouveau Monde, Hesperoctenes ne parasite que des espèces de la famille Molossidae. Chaque espèce de chauve-souris n'est parasitée que par une seule espèce de Polyctenidae.  
Ces punaises peuvent se placer n'importe où sur le pelage de leur hôte, mais surtout dans le creux entre la tête et les épaules, hors de portée des capacités de se gratter de l'hôte. Leur morphologie s'est adaptée à ce mode de vie: un corps aplati dorsoventralement, et couvert de poils tournés vers l'arrière et de peignes (ctenidia, qui leur donnent leur nom), de longues pattes, la disparition des ailes et des yeux et la viviparité. 

### Reproduction
La reproduction des Polyctenidae est de type copulation traumatique. L'insémination se fait à travers la membrane métacoxale droite, et les spermatozoïdes sont conduits dans l'hémocœle jusqu'aux organes génitaux de la femelle. Le développement est vivipare avec pseudo-placenta: les œufs pondus contiennent très peu de jaune, et les embryons sont nourris par un tissu s'apparentant à un placenta. Comme on ne connaît que trois stades larvaires post-nataux, alors que les Hétéroptères ont 5 stades larvaires, il faut considérer que les deux à trois premiers stades se déroulent dans la poche abdominale de la femelle. Mâle et femelle présentent un certain dimorphisme sexuel. 

## Systématique
Les Polyctenidae comptent deux sous-familles, les Polycteninae, avec 4 genres et 16 espèces, et les Hesperocteninae,  avec un seul genre et 16 espèces également. On ne connaît pas de fossile de Polyctenidae, mais on constate une spécialisation croissante entre Eoctenes et Hesperoctenes, le genre qui semble le plus récent. On pense qu'ils ont évolué parallèlement à leurs hôtes.
La première espèce décrite l'a été en 1864 (Polyctenes molossus, par Giglioli), et la dernière en 1970 (Hypoctenes hutsoni Maa, 1970, dans les îles Aldabra), aucune autre n'ayant été trouvée depuis. La famille a été établie en 1874 par Westwood, et les sous-familles en 1964 par T. C. Maa. 

### Liste des sous-familles et des genres
Selon ITIS (29 avril 2022) :
- sous-famille Hesperocteninae Maa, 1964
  - genre Hesperoctenes Kirkaldy, 1906 (16 espèces)

- sous-famille Polycteninae Westwood, 1874
  - genre Adroctenes Jordan, 1912 (3 espèces)
  - genre Eoctenes Kirkaldy, 1906 (7 espèces)
  - genre Hypoctenes Jordan, 1922 (5 espèces)
  - genre Polyctenes Giglioli, 1864 (1 espèce)